# Vlag van Wommels

Vlag van Wommels

De vlag van Wommels is de dorpsvlag van het Nederlandse dorp Wommels, in de Friese gemeente Súdwest-Fryslân. De vlag werd in 1999 aangenomen en in 2000 geregistreerd. Het ontwerp van de vlag is van de hand van J.C. Terluin.

## Beschrijving
De beschrijving van de vlag is als volgt:
In groen een gele broeksschuinbaan met een dikte gelijk aan de 1/2 vlaghoogte, de gele baan belegd met een zespuntige ster, een roos en een Sint-Jacobsschelp, alles van rood.
De kleuren zijn afkomstig van het dorpswapen.

## Symboliek

Indeling: ontleend aan het wapen van Littenseradeel, de gemeente waar het dorp eertijds onderdeel van uitmaakte.
- Ster: een zogenaamde "leidster" om aan te geven dat Wommels de hoofdplaats was van de voormalige gemeente Littenseradeel.
- Rode roos: afgebeeld op het wapen van het geslacht Van Jongema dat in het dorp stinzen bewoonde.[3]
- Sint-jakobsschelp: ontleend aan het wapen van de familie Van Hottinga die in het dorp ook stinzen bewoonde. De schep is ook een symbool voor Jakobus de Meerdere, patroonheilige van de plaatselijke Jacobikerk.[3]
- Gele baan: de kleur is eveneens ontleend aan de wapens van de geslachten Van Jongema en Van Hottinga.[3]
- Groen veld: staat voor het grasland rond het dorp.[3]